# Sympetrum verum
Sympetrum verum là loài chuồn chuồn trong họ Libellulidae. Loài này được Bartenev mô tả khoa học đầu tiên năm 1916.